# Великий дуб

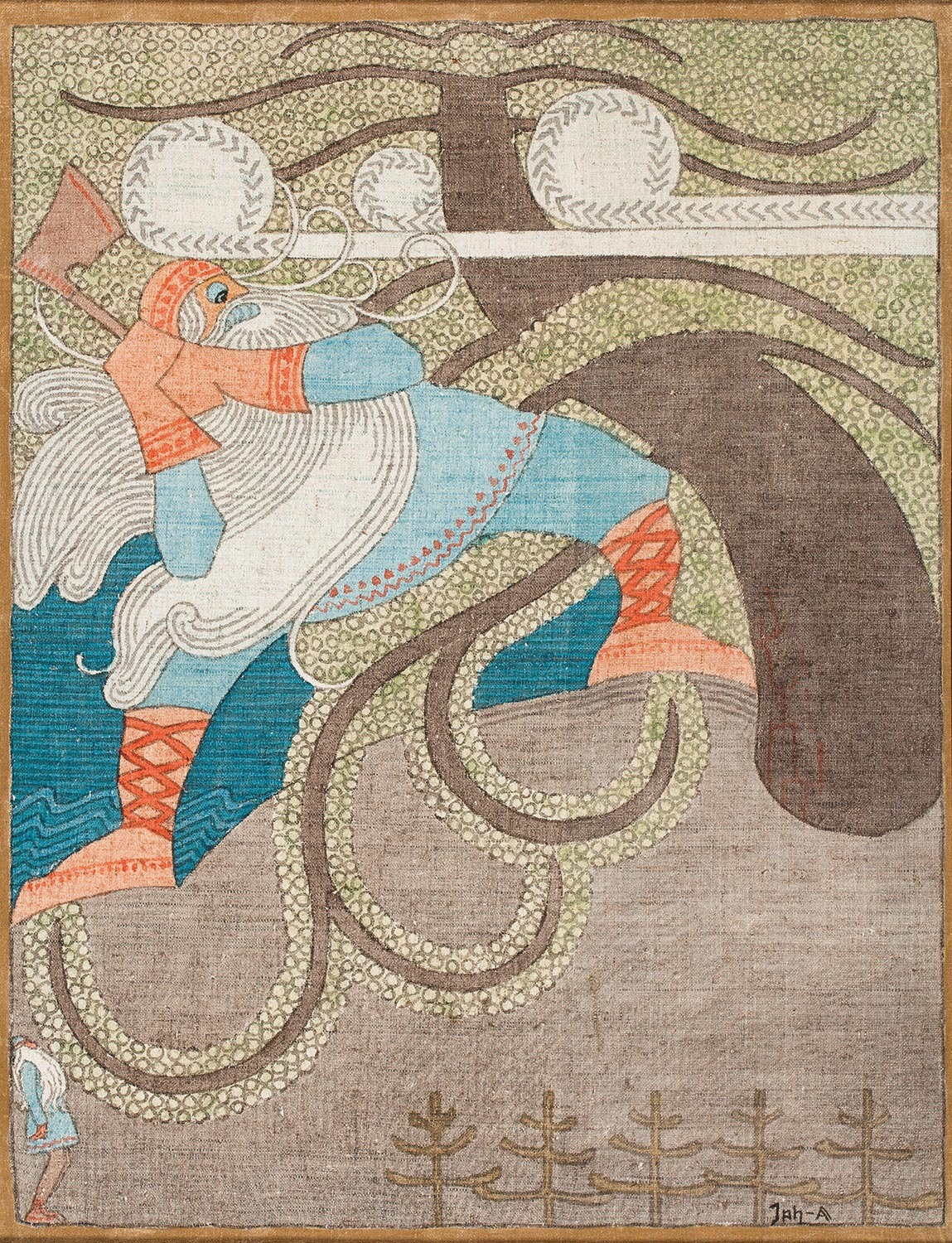
Падение большого дуба, Джозеф Аланен, 1919–1920 гг.

Вели́кий дуб (карел. и фин. iso tammi) — объект карело-финской мифологии и геральдический символ, гигантское дерево, заслоняющее небо, вариант всемирного дерева.

## В поэзии «Калевалы»
В Калевале дерево растёт уже с начала времен, когда мир ещё только создаётся и формируется. Дуб заслоняет луну и солнце, и в мире наступает темнота. Ищется человек, который срубит дерево, но ему это не удается. В конце концов, из моря выходит карлик, одетый в медные доспехи, который вырастает в гиганта, и за три удара он срубает дуб. Наконец, свет неба освобождается, и мир готов. Магические силы дерева освобождаются на радость людям. Тот, кто согнёт верхушку дерева, получит бесконечную магию, тот, кто согнёт ветку, получит бесконечное счастье, и тот, кто срежет листья, получит бесконечную любовь.
Стружки дуба плывут по морю и выплывают на берег. Маленькая горничная дьявола, железнозубый пес Лапландии или ещё какое-то злое существо превращают их в колдовские стрелы. Так описывается мифическое понимание рождения оружия: оно появляется так же, как и мирные вещи.

## В финской мифологии
В финской мифологии встречаются и другие упоминания про волшебное дерево. В ритуале, в котором празднуют охоту на медведя, череп медведя вешают на дерево, и это может символизировать возвращение духа медведя через волшебное дерево на небо.
В легендах большой дуб называют также именами tasmatammi и rutimoraita. Tasma — редкое слово, которое возможно заимствовано через язык Коми из турецкого, обозначает верёвку и связующее звено, например, в упряжах. Tasmatammi, скорее всего, обозначало дерево, которое соединяет небо и землю. С другой стороны, rutimo относится к железу, так что дерево прочное, как железо. Тимо Хэйккиля считает, что некоторые характерные черты магических предметов, вроде топора бога грозы Укко, относятся к волшебному дереву. По некоторым легендам, объясняющим происхождение небесных светил, солнце и луна висят на ветках дерева.

## Священное и символическое дерево
Дуб, который вырастает большим, долголетним и крепким, является святым для многих прибалтийско-финских народов, а также для многих народов Центральной Европы, например, для германцев и кельтов. Верили, что листья дуба приносят счастье. Также дуб связывается с устойчивостью и силой. Дуб является национальным деревом, в частности, в Германии, Франции, Англии, США и Эстонии. Листья дуба также символ финских ветеранов прошлых войн. Во время древних тёплых периодов широколиственные деревья произрастали и намного севернее в Финляндии.

Бывший герб Халикко (ныне муниципалитет Сало) символизирует богатую природу округа
Таммела вероятно получила свое название от дуба
Дубовый лист изображен на многих немецких монетах
Дубовые листья окружают герб Эстонии